# Doutor Ulysses
Doutor Ulysses est une municipalité brésilienne située dans l'État du Paraná.